# Юрген Деке
Юрген Деке (нім. Jürgen Deecke; 28 квітня 1911, Любек — 6 квітня 1940, Північне море) — німецький офіцер-підводник, корветтен-капітан крігсмаріне.

## Біографія
7 квітня 1931 року вступив на флот. З 29 жовтня 1938 року — командир підводного човна U-1, на якому здійснив 2 походи (разом 18 днів у морі). 6 квітня 1940 року U-1 підірвався на мінах, виставлених в Північному морі британськими есмінцями «Еск», «Експрес», «Ікарус» і «Імпульсів». Всі 24 члени екіпажу загинули.

## Звання
- Кандидат в офіцери (7 квітня 1931)
- Морський кадет (14 жовтня 1931)
- Фенріх-цур-зее (1 січня 1933)
- Оберфенріх-цур-зее (1 січня 1935)
- Лейтенант-цур-зее (1 квітня 1935)
- Оберлейтенант-цур-зее (1 січня 1937)
- Капітан-лейтенант (1 жовтня 1939)
- Корветтен-капітан (1 квітня 1940)

## Нагороди
- Медаль «За вислугу років у Вермахті» 4-го класу (4 роки)